# Quinta Steenbergen
Quinta Steenbergen est une ancienne joueuse néerlandaise de volley-ball née le 2 avril 1985 à Schagen. Elle mesure 1,89 m et jouait au poste de centrale. Elle a totalisé 221 sélections en équipe des Pays-Bas. Elle a mis un terme à sa carrière de volleyeuse professionnelle en 2017.

## Clubs
| Club                 | De        | À         |
| -------------------- | --------- | --------- |
| AMVJ Amstelveen      | 2001-2002 | 2002-2003 |
| VC Weert             | 2003-2004 | 2003-2004 |
| AMVJ Amstelveen      | 2004-2005 | 2007-2008 |
| Le Cannet-Rocheville | 2008-2009 | 2008-2009 |
| TVC Amstelveen       | 2010-2011 | 2010-2011 |
| VK Bakı              | 2011-2012 | 2011-2012 |
| Schweriner SC        | 2012-2013 | 2012-2013 |
| VK AGEL Prostějov    | 2013-2014 | 2013-2014 |
| Lokomotiv Bakou      | 2014-2015 | 2014-2015 |
| VK AGEL Prostějov    | 2015-2016 | 2015-2016 |
| VC Sneek             | 2016-2017 | 2016-2017 |

## Palmarès

### Équipe nationale
- Championnat d'Europe
  - Finaliste : 2015.

### Clubs
- Coupe des Pays-Bas
  - Vainqueur : 2005, 2017.
- Challenge Cup
  - Finaliste : 2012.
- Coupe d'Allemagne
  - Vainqueur : 2013.
- Championnat d'Allemagne
  - Vainqueur : 2013.
- Coupe de Tchéquie
  - Vainqueur: 2014, 2016.
- Championnat de Tchéquie
  - Vainqueur : 2014, 2016.
- Championnat d'Azerbaïdjan
  - Finaliste : 2015.